# 1330-talet

## Händelser
- 1330 – Konungastyrelsen, en av Sveriges märkligare medeltida böcker, skrivs.
- 1332 – Erikskrönikan (som påbörjades 1322) färdigställs.
- 1335 – Kung Magnus Eriksson gifter sig med prinsessan Blanka av Namur på Bohus fästning.

## Födda
- 1331 – Gregorius XI, påve.
- 1336 – Innocentius VII, påve.
- 1339 – Erik Magnusson av Sverige, kung av Sverige.

## Avlidna
- 2 augusti 1332 – Kristofer II av Danmark, kung av Danmark.
- 4 december 1334 – Johannes XXII, påve.